# Discursul râurilor de sânge

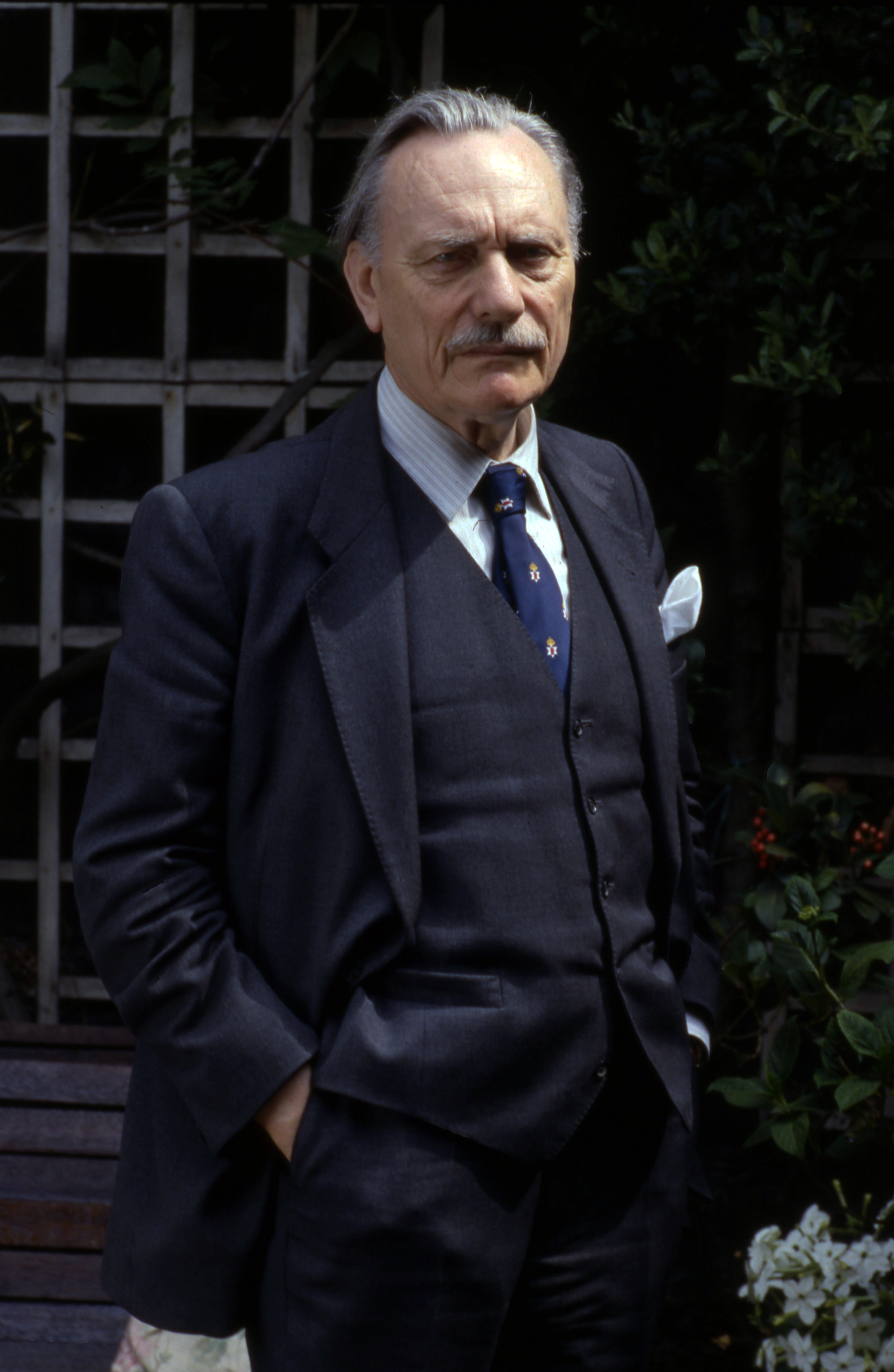
Enoch Powell

„Rivers of Blood” (literalmente „Râuri de sânge”; „Discursul râurilor de sânge”, cunoscut și ca Discursul de la Birmingham) a fost un discurs ținut la 20 aprilie 1968 de către Enoch Powell, membru în cabinetul-fantomă al partidului conservator ca ministru al apărării, la Birmingham în fața Centrului politic conservator, în care a criticat dur politica de migrație în masă, în special imigrația din Commonwealth în Regatul Unit și proiectul de lege privind relațiile rasiale (Race Relations Act 1968, adoptat jumătate de an mai târziu, la 25 octombrie 1968), afirmând că țara suferă o transformare forțată prin migrația masivă.
Expresia „râuri de sânge” nu a apărut în discurs, ci este o aluzie la o frază din Eneida lui Vergilius pe care a citat-o: „în timp ce privesc în viitor simt că mă acoperă o presimțire rea. Ca romanul, «văd râul Tibru plin de spuma sângelui»”.
Enoch Powell a fost și un opozant al aderării Marii Britanii la Piață Comună, devenită ulterior UE. Într-un discurs din 1976, el a criticat tendițele Pieții Comune de a deveni un superstat european.

## Citate din discurs
„ Trebuie să fim nebuni, pur și simplu nebuni, ca să permitem în națiune, fluxul anual de 50.000 de dependenți, care sunt, în cea mai mare parte, materialul pentru o viitoare creștere a populației descendentă din migratori. Este ca și cum am urmări o națiune care își înalță rugul funerar.”
„ Suntem atât de nesănătoși încât permitem în prezent ca persoane necăsătorite să imigreze în scopul de a-și fonda o familie cu miri și mirese care nu s-au văzut niciodată.”

## Consecințe
A doua zi după discurs, politicianul a fost dat afară din guvernul-fantomă, cu toate că sondajele arătau că peste 74 % dintre britanici susțineau declarațiile sale. Mai mult, pe fondul simpatiei pentru el, conservatorii au câștigat alegerile din 1970, instalând guvernul lui Edward Heath. 
Discursul lui Enoch Powell a fost reluată în 2016 de ziarul german Die Welt sub titlul „Avertismentul timpuriu al lui Powell privind migrația în masă”, în care autorul l-a remarcat pe Powell ca pe un  vizionar, iar mesajul, supărător atât pentru corectitudinea politică a vremii cât și pentru industria britanică care dorea să „importe forță de muncă ieftină”.
În comparație cu cei 50.000 evocați de Powell în 1968, în 2015 în Regatul Unit au imigrat 617.000 de imigranți.

## Vezi și
- Multiculturalism
- Demografia Regatului Unit
- Protestele din 1968
- Le bruit et l'odeur, discurs susținut de Jacques Chirac în 1991.

## Legături externe
- Europa și povara imigrației multirasiale Arhivat în 26 februarie 2019, la Wayback Machine., Dorian Furtună.